# Meriola foraminosa
Meriola foraminosa là một loài nhện trong họ Trachelidae.
Loài này thuộc chi Meriola. Meriola foraminosa được Eugen von Keyserling miêu tả năm 1891.